# Marcos Antônio
Marcos Antônio Silva Santos, noto semplicemente come Marcos Antônio o con lo pseudonimo Marcos Bahia (Poções, 13 giugno 2000), è un calciatore brasiliano, centrocampista del San Paolo, in prestito dalla Lazio.

## Caratteristiche tecniche
Centrocampista completo in possesso di un'ottima tecnica di base, agilità e visione di gioco, ha attitudini prettamente offensive grazie alla vivacità ed ai buoni tempi di inserimento in area. Può giocare da centrale in un centrocampo a 4 anche se le sue caratteristiche vengono esaltate quando gioca da mezzala in un centrocampo a 3 (in cui può giocare pure da regista).  Di piede destro, sa destreggiarsi pure con il sinistro oltre a essere bravo a muoversi senza palla.
Per le sue caratteristiche viene paragonato a Ramires.

## Carriera

### Club

#### Inizi
Nato a Poções, nel 2014 entra a far parte del vivaio dell'Athl. Paranaense.
Nel 2018 viene acquistato dai portoghesi dell'Estoril Praia, con cui esordisce fra i professionisti il 7 ottobre disputando l'incontro di campionato vinto 7-2 contro l'Académica.
Nel 2019 viene acquistato dagli ucraini dello Shaktar Donetsk dove complessivamente colleziona 101 presenze tra campionato e coppe.

#### Lazio, PAOK Salonicco e San Paolo
Il 1º luglio 2022 viene ceduto alla Lazio a titolo definitivo. Esordisce in maglia biancoceleste il 20 agosto seguente, nell'incontro di Serie A pareggiato per 0-0 in casa del Torino, subentrando al 62' minuto a Danilo Cataldi. Il 14 aprile 2023 segna il suo primo gol nella vittoria per 0-3 contro lo Spezia.
Il 1º settembre 2023, dopo avere trovato poco spazio coi biancocelesti, viene ceduto in prestito ai greci del PAOK.
Il 24 luglio 2024 passa ufficialmente al San Paolo, nuovamente in prestito, con obbligo di riscatto al verificarsi di determinate condizioni.

### Nazionale
Con la Nazionale brasiliana Under-17 ha disputato da titolare il Sudamericano Sub-17 2017 ed il Mondiale Under-17 2017 conclusi rispettivamente al primo e terzo posto.
Nel 2019 è stato convocato dalla Nazionale Under-20 per disputare il Sudamericano Sub-20 2019.

## Statistiche

### Presenze e reti nei club
Statistiche aggiornate al 17 maggio 2025.
| Stagione         | Squadra          | Campionato       | Campionato | Campionato | Coppe nazionali | Coppe nazionali | Coppe nazionali | Coppe continentali | Coppe continentali | Coppe continentali | Altre coppe | Altre coppe | Altre coppe | Totale | Totale |
| Stagione         | Squadra          | Comp             | Pres       | Reti       | Comp            | Pres            | Reti            | Comp               | Pres               | Reti               | Comp        | Pres        | Reti        | Pres   | Reti   |
| ---------------- | ---------------- | ---------------- | ---------- | ---------- | --------------- | --------------- | --------------- | ------------------ | ------------------ | ------------------ | ----------- | ----------- | ----------- | ------ | ------ |
| 2018-feb. 2019   | Estoril Praia    | SL               | 3          | 0          | CP+CdL          | 2+1             | 0               | -                  | -                  | -                  | -           | -           | -           | 6      | 0      |
| feb.-giu. 2019   | Šachtar          | PL               | 1+6        | 0          | CU              | 2               | 1               | UEL+UEL            | -                  | -                  | SU          | -           | -           | 9      | 1      |
| 2019-2020        | Šachtar          | PL               | 13+8       | 1+1        | CU              | 1               | 0               | UCL+UEL            | 3+6                | 0+1                | SU          | 0           | 0           | 31     | 3      |
| 2020-2021        | Šachtar          | PL               | 23         | 2          | CU              | 1               | 0               | UCL+UEL            | 4+4                | 0                  | SU          | 1           | 0           | 33     | 2      |
| 2021-2022        | Šachtar          | PL               | 17         | 1          | CU              | 1               | 1               | UCL                | 9                  | 1                  | SU          | 1           | 0           | 28     | 3      |
| Totale Šachtar   | Totale Šachtar   | Totale Šachtar   | 54+14      | 4+1        |                 | 5               | 2               |                    | 26                 | 2                  |             | 2           | 0           | 101    | 9      |
| 2022-2023        | Lazio            | A                | 16         | 1          | CI              | 2               | 0               | UEL+UECL           | 3+1                | 0                  | -           | -           | -           | 22     | 1      |
| 2023-2024        | PAOK             | SL               | 8+3        | 1+1        | CG              | 5               | 1               | UECL               | 1                  | 0                  | -           | -           | -           | 17     | 3      |
| lug.-dic. 2024   | San Paolo        | A1/SP+A          | 0+13       | 0          | CB              | 0               | 0               | CL                 | 1                  | 0                  | -           | -           | -           | 14     | 0      |
| 2025             | San Paolo        | A1/SP+A          | 5+8        | 0          | CB              | 1               | 0               | CL                 | 4                  | 0                  | -           | -           | -           | 18     | 0      |
| Totale San Paolo | Totale San Paolo | Totale San Paolo | 5+21       | 0          |                 | 1               | 0               |                    | 5                  | 0                  |             | -           | -           | 32     | 0      |
| Totale carriera  | Totale carriera  | Totale carriera  | 137        | 8          |                 | 16              | 3               |                    | 37                 | 2                  |             | 2           | 0           | 192    | 13     |

### Cronologia presenze e reti in nazionale
| Cronologia completa delle presenze e delle reti in nazionale ― Brasile under 20 | Cronologia completa delle presenze e delle reti in nazionale ― Brasile under 20 | Cronologia completa delle presenze e delle reti in nazionale ― Brasile under 20 | Cronologia completa delle presenze e delle reti in nazionale ― Brasile under 20 | Cronologia completa delle presenze e delle reti in nazionale ― Brasile under 20 | Cronologia completa delle presenze e delle reti in nazionale ― Brasile under 20 | Cronologia completa delle presenze e delle reti in nazionale ― Brasile under 20 | Cronologia completa delle presenze e delle reti in nazionale ― Brasile under 20 |
| Data                                                                            | Città                                                                           | In casa                                                                         | Risultato                                                                       | Ospiti                                                                          | Competizione                                                                    | Reti                                                                            | Note                                                                            |
| ------------------------------------------------------------------------------- | ------------------------------------------------------------------------------- | ------------------------------------------------------------------------------- | ------------------------------------------------------------------------------- | ------------------------------------------------------------------------------- | ------------------------------------------------------------------------------- | ------------------------------------------------------------------------------- | ------------------------------------------------------------------------------- |
| 13-10-2018                                                                      | Rancagua                                                                        | Cile under 20                                                                   | 1 – 1                                                                           | Brasile under 20                                                                | Amichevole                                                                      | -                                                                               |                                                                                 |
| 15-10-2018                                                                      | Santiago del Cile                                                               | Brasile under 20                                                                | 2 – 2                                                                           | Cile under 20                                                                   | Amichevole                                                                      | -                                                                               | 46’                                                                             |
| 19-1-2019                                                                       | Rancagua                                                                        | Colombia under 20                                                               | 0 – 0                                                                           | Brasile under 20                                                                | Sudamericano Sub-20 2019 - 1º turno                                             | -                                                                               |                                                                                 |
| 21-1-2019                                                                       | Rancagua                                                                        | Brasile under 20                                                                | 2 – 1                                                                           | Venezuela under 20                                                              | Sudamericano Sub-20 2019 - 1º turno                                             | -                                                                               |                                                                                 |
| 23-1-2019                                                                       | Rancagua                                                                        | Cile under 20                                                                   | 1 – 0                                                                           | Brasile under 20                                                                | Sudamericano Sub-20 2019 - 1º turno                                             | -                                                                               |                                                                                 |
| 25-1-2019                                                                       | Rancagua                                                                        | Brasile under 20                                                                | 1 – 0                                                                           | Bolivia under 20                                                                | Sudamericano Sub-20 2019 - 1º turno                                             | -                                                                               | 61’                                                                             |
| 29-1-2019                                                                       | Rancagua                                                                        | Brasile under 20                                                                | 0 – 0                                                                           | Colombia under 20                                                               | Sudamericano Sub-20 2019 - 2º turno                                             | -                                                                               |                                                                                 |
| 2-2-2019                                                                        | Rancagua                                                                        | Venezuela under 20                                                              | 2 – 0                                                                           | Brasile under 20                                                                | Sudamericano Sub-20 2019 - 2º turno                                             | -                                                                               |                                                                                 |
| 4-2-2019                                                                        | Rancagua                                                                        | Brasile under 20                                                                | 2 – 3                                                                           | Uruguay under 20                                                                | Sudamericano Sub-20 2019 - 2º turno                                             | -                                                                               | 50’                                                                             |
| 7-2-2019                                                                        | Rancagua                                                                        | Ecuador under 20                                                                | 0 – 0                                                                           | Brasile under 20                                                                | Sudamericano Sub-20 2019 - 2º turno                                             | -                                                                               | 45’                                                                             |
| 11-2-2019                                                                       | Rancagua                                                                        | Brasile under 20                                                                | 1 – 0                                                                           | Argentina under 20                                                              | Sudamericano Sub-20 2019 - 2º turno                                             | -                                                                               |                                                                                 |
| Totale                                                                          |                                                                                 | Presenze                                                                        | 11                                                                              |                                                                                 | Reti                                                                            | 0                                                                               |                                                                                 |

| Cronologia completa delle presenze e delle reti in nazionale ― Brasile under 17 | Cronologia completa delle presenze e delle reti in nazionale ― Brasile under 17 | Cronologia completa delle presenze e delle reti in nazionale ― Brasile under 17 | Cronologia completa delle presenze e delle reti in nazionale ― Brasile under 17 | Cronologia completa delle presenze e delle reti in nazionale ― Brasile under 17 | Cronologia completa delle presenze e delle reti in nazionale ― Brasile under 17 | Cronologia completa delle presenze e delle reti in nazionale ― Brasile under 17 | Cronologia completa delle presenze e delle reti in nazionale ― Brasile under 17 |
| Data                                                                            | Città                                                                           | In casa                                                                         | Risultato                                                                       | Ospiti                                                                          | Competizione                                                                    | Reti                                                                            | Note                                                                            |
| ------------------------------------------------------------------------------- | ------------------------------------------------------------------------------- | ------------------------------------------------------------------------------- | ------------------------------------------------------------------------------- | ------------------------------------------------------------------------------- | ------------------------------------------------------------------------------- | ------------------------------------------------------------------------------- | ------------------------------------------------------------------------------- |
| 25-2-2017                                                                       | Curicó                                                                          | Perù under 17                                                                   | 0 – 3                                                                           | Brasile under 17                                                                | Sudamericano Sub-17 2017 - 1º turno                                             | 1                                                                               | 34’                                                                             |
| 27-2-2017                                                                       | Curicó                                                                          | Venezuela under 17                                                              | 0 – 1                                                                           | Brasile under 17                                                                | Sudamericano Sub-17 2017 - 1º turno                                             | -                                                                               |                                                                                 |
| 2-3-2017                                                                        | Talca                                                                           | Brasile under 17                                                                | 1 – 1                                                                           | Paraguay under 17                                                               | Sudamericano Sub-17 2017 - 1º turno                                             | -                                                                               |                                                                                 |
| 4-3-2017                                                                        | Talca                                                                           | Brasile under 17                                                                | 2 – 0                                                                           | Argentina under 17                                                              | Sudamericano Sub-17 2017 - 1º turno                                             | -                                                                               | 85’                                                                             |
| 8-3-2017                                                                        | Rancagua                                                                        | Brasile under 17                                                                | 2 – 2                                                                           | Paraguay under 17                                                               | Sudamericano Sub-17 2017 - 2º turno                                             | -                                                                               | 72’                                                                             |
| 11-3-2017                                                                       | Rancagua                                                                        | Brasile under 17                                                                | 4 – 0                                                                           | Venezuela under 17                                                              | Sudamericano Sub-17 2017 - 2º turno                                             | -                                                                               |                                                                                 |
| 14-3-2017                                                                       | Rancagua                                                                        | Brasile under 17                                                                | 3 – 0                                                                           | Ecuador under 17                                                                | Sudamericano Sub-17 2017 - 2º turno                                             | -                                                                               |                                                                                 |
| 17-3-2017                                                                       | Rancagua                                                                        | Brasile under 17                                                                | 3 – 0                                                                           | Colombia under 17                                                               | Sudamericano Sub-17 2017 - 2º turno                                             | -                                                                               |                                                                                 |
| 20-3-2017                                                                       | Rancagua                                                                        | Cile under 17                                                                   | 0 – 5                                                                           | Brasile under 17                                                                | Sudamericano Sub-17 2017 - 2º turno                                             | -                                                                               |                                                                                 |
| 7-10-2017                                                                       | Kochi                                                                           | Brasile under 17                                                                | 2 – 1                                                                           | Spagna under 17                                                                 | Mondiali Under-17 2017 - 1º turno                                               | -                                                                               |                                                                                 |
| 10-10-2017                                                                      | Kochi                                                                           | Corea del Nord under 17                                                         | 0 – 2                                                                           | Brasile under 17                                                                | Mondiali Under-17 2017 - 1º turno                                               | -                                                                               |                                                                                 |
| 13-10-2017                                                                      | Margao                                                                          | Niger under 17                                                                  | 0 – 2                                                                           | Brasile under 17                                                                | Mondiali Under-17 2017 - 1º turno                                               | -                                                                               |                                                                                 |
| 18-10-2017                                                                      | Kochi                                                                           | Brasile under 17                                                                | 3 – 0                                                                           | Honduras under 17                                                               | Mondiali Under-17 2017 - Ottavi di finale                                       | 1                                                                               | 44’                                                                             |
| 22-10-2017                                                                      | Calcutta                                                                        | Germania under 17                                                               | 1 – 2                                                                           | Brasile under 17                                                                | Mondiali Under-17 2017 - Quarti di finale                                       | -                                                                               |                                                                                 |
| 25-10-2017                                                                      | Calcutta                                                                        | Brasile under 17                                                                | 1 – 3                                                                           | Inghilterra under 17                                                            | Mondiali Under-17 2017 - Semifinale                                             | -                                                                               |                                                                                 |
| 28-10-2017                                                                      | Calcutta                                                                        | Brasile under 17                                                                | 2 – 0                                                                           | Mali under 17                                                                   | Mondiali Under-17 2017 - Finale 3º posto                                        | -                                                                               |                                                                                 |
| Totale                                                                          |                                                                                 | Presenze                                                                        | 16                                                                              |                                                                                 | Reti                                                                            | 2                                                                               |                                                                                 |

## Palmarès

### Club
- Coppa d'Ucraina: 1

Šachtar: 2018-2019
- Campionato ucraino: 2

Šachtar: 2018-2019, 2019-2020
- Supercoppa d'Ucraina: 1

Šachtar: 2021
- Campionato greco: 1

PAOK: 2023-2024

### Nazionale
- Campionato sudamericano Under-17: 1

Cile 2017